# Större sabelnäbb
Större sabelnäbb (Rhinopomastus cyanomelas) är en fågel i den afrikanska familjen skratthärfåglar inom ordningen härfåglar och näshornsfåglar.

## Utseende och läte
Större sabelnäbb är en utdragen mattsvart fågel med svarta ben och en slank, kraftigt nedåtböjd svart näbb. Honan och ungfåglarna är brunare på främre delen av kroppen. I flykten syns vita stjärtspetsar och ett vitt band längst ut på vingen. Lätet består av ett sorgsamt visslande "wheeep, wheeep, wheeep". Arten liknar svart sabelnäbb, men denna har kortare och mindre böjd näbb samt kortare stjärt. Orangenäbbad sabelnäbb har just orangefärgad näbb. Skratthärfåglar i Phoeniculus är större, med kraftigare rödaktiga näbbar, glänsande fjäderdräkter och mer sociala vanor.

## Utbredning och systematik
Större sabelnäbb delas in i två underarter med följande utbredning:
- Rhinopomastus cyanomelas cyanomelas – förekommer från Angola och Namibia till nordöstra Sydafrika
- Rhinopomastus cyanomelas schalowi – förekommer från västra Uganda österut till södra Somalia och söderut till östra Sydafrika (KwaZulu-Natal)

## Levnadssätt
Större sabelnäbb hittas enstaka eller i par i torrt och öppet skogslandskap. Där ses den klättra runt på trädstammar på jakt efter insekter. Den slår ofta följe med kringvandrande artblandade flockar.

## Status och hot
Arten har ett stort utbredningsområde och en stor population, men tros minska i antal till följd av avverkning av stora träd som den är beroende av för att häcka, hitta föda och ta nattkvist. Dock minskar den inte tillräckligt kraftigt för att den ska betraktas som hotad. Internationella naturvårdsunionen IUCN kategoriserar därför arten som livskraftig (LC). Världspopulationen har inte uppskattats men den beskrivs som vida spridd och lokalt vanlig i vissa områden.

## Namn
På svenska har arten även kallats enbart sabelnäbb.